# Andey
Andey est une île inhabitée d'Islande située dans l'est du pays, à une quinzaine de kilomètres de Fáskrúðsfjörður. 

## Description
Andey est une île située à l'embouchure du fjord de Fáskrúðsfjörður.
L'île est une colonie d'oiseaux de mer (notamment de macareux moines) d'importance internationale.